# ماندريفا لينكس
ماندريفا لينكس (بالإنجليزية: Mandriva Linux)‏ (سابقا ماندريك لينكس - Mandrake Linux) هي توزيعة لينكس، تطور من طرف شركة ماندريك سوفت وهي تستعمل نظام التحزيم آر بي أم.
أنشئ ماندريك لينكس في سنة 1998 بهدف جعل لينكس أسهل استخداماً للجميع. في ذلك الوقت، كان لينكس يعرف كنظام تشغيل قوي وثابت ويحتاج لمعرفة تقنية قوية واستخداماً مكثفاً لـ «سطر الأوامر».
أخذ مطورو ماندريك توزيعة ريد هات وغيروا سطح المكتب إلى كدي، وأضافوا أداة تحميل سهلة الاستخدام، محطمين بذلك الأسطورة القائلة أن لينكس صعب التنزيل.
بعد فترة قصيرة أصبحت ماندريك توزيعة شعبية بالنسبة لمستخدمين لينكس الجدد وأولئك الذين يبحثون عن نظام تشغيل بديل لنظامهم، ما ميز ماندريك هو وجود خاصية كشف الأجهزة وتجزيء القرص الصلب.
يحتوي ماندريك على برامج بأحدث إصداراتها مما يجعلها أكثر عرضة للأخطاء bugs والانهيار Crash وأقل ثباتاً بالمقارنة مع التوزيعات الأخرى.
و قد قامت شركة ماندريك بإعداد شهادات خاصة بماندريك بالتعاون مع معهد Linux Professional Institute.
وقد تغير اسم التوزيعة إلى Mandriva (ماندريفا) بعد اندماجها مع شركة كونيكتيفا.
- الإيجابيات: سهل الاستخدام، واجهة إعداد رسومية، مدعوم بشكل واسع، قابلية لتغير حجم قطاع NTFS.
- السلبيات: احتواء بعض الإصدارات على عِلل (bugs).

## نُسخ التوزيعة

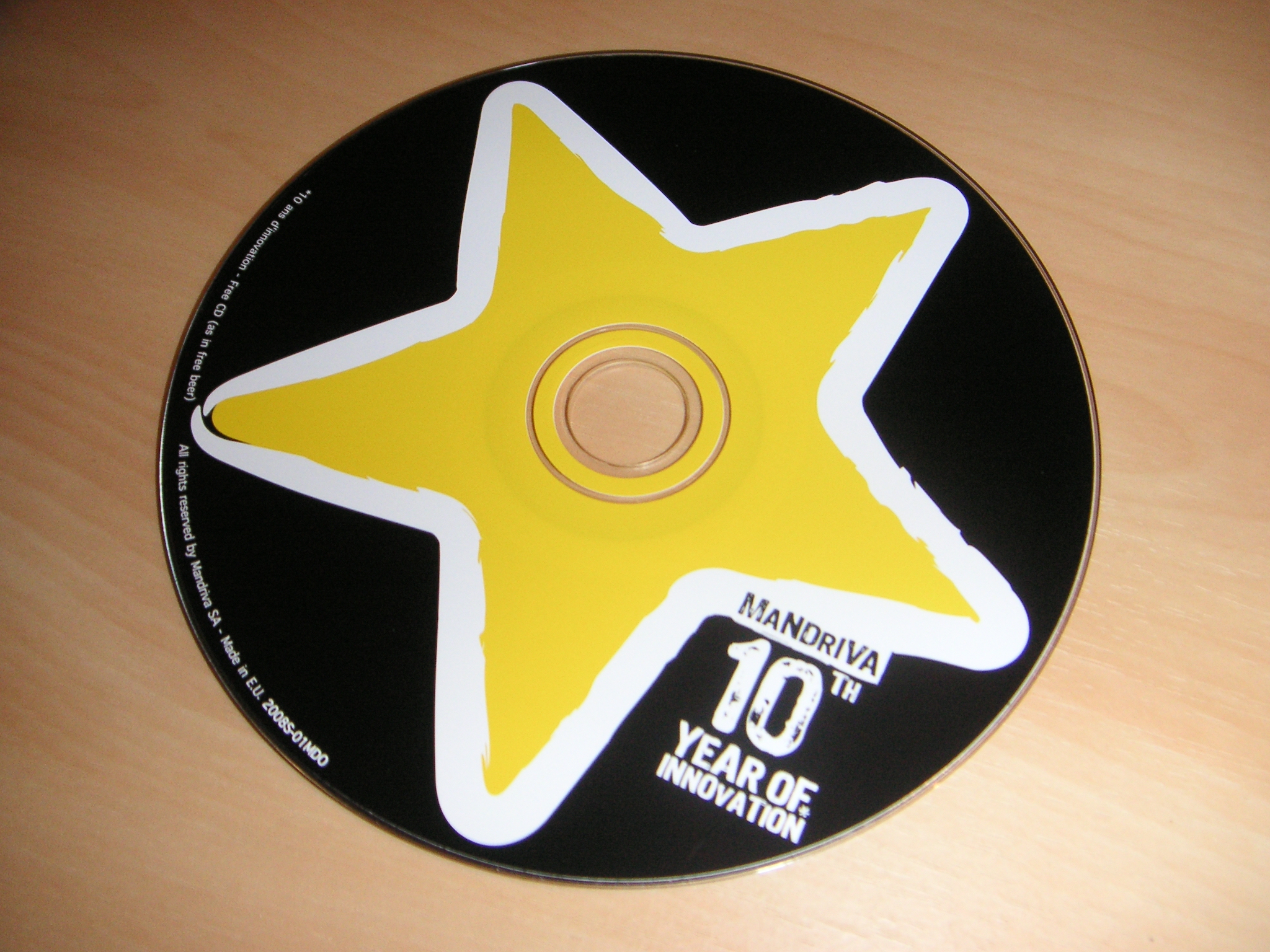
قرص مدمج مجهز مسبقا لماندريفا 2008, وقد أصدر احتفالا بمرور عشر سنوات على تأسيس نظام ماندريك.

### ماندريفا ون Mandriva one
إصدارة مجانية من ماندريفا وهي التوزيعة الرئيسية والإصدارة المفضلة لأغلب مستخدمي ماندريفا، تحتوي على مجموعة من حاويات الصوت والفيديو وتوفر مكتبة برامج غنية ومتنوعة ويتم دعم هذه الإصدارة من قبل المجتمع فقط.

### ماندريفا باور باك Mandriva Power Pack
لا تختلف أبداً عن الإصدارة المجانية إلا أنها تحتوي على برامج مهمة مغلقة المصدر. ويمكن الحصول عليها بسعر قدره $59 دولار. يمكن طلبها من عبر موقع ماندريفا ستور. الشركة هي المسؤولة عن توفير الدعم لمستخدمي هذه النسخة.

### ماندريفا فلاش Mandriva Flash
مثل ماندريفا ون تماماً ولكن الفرق الوحيد هو أنها على جهاز فلاش درايف ويمكن طلب الجهاز من موقع ماندريفا ستور, هذا الجهاز سعته 8 جيجابايت.

### ماندريفا فري Mandriva free
إصدارة مجانية مكونة من البرامج الحرة المفتوحة المصدر فقط. لهذا فهي غير محببة خصوصا للمبتدئين ولأن تعريف مختلف الوسائط تكون غير متوفرة أو صعبة التنصيب.

## إصدارات التوزيعة

### الإصدارة الحالية
الإصدار الحالي هو ماندريفا 2010.2.

### جدول الإصدارات
| العام | رقم الإصدار | الاسم                      |
| ----- | ----------- | -------------------------- |
| 1998  | 5.1         | Venice                     |
| 1998  | 5.2         | Leeloo                     |
| 1999  | 5.3         | Festen                     |
| 1999  | 6.0         | Venus                      |
| 1999  | 6.1         | Helios                     |
| 2000  | 7.0         | Air                        |
| 2000  | 7.1         | Helium                     |
| 2000  | 7.2         | Odyssey                    |
| 2001  | 8.0         | Traktopel                  |
| 2001  | 8.1         | Vitamin                    |
| 2002  | 8.2         | Bluebird                   |
| 2002  | 9.0         | Dolphin                    |
| 2003  | 9.1         | Bamboo                     |
| 2003  | 9.2         | FiveStar                   |
| 2004  | 10.0        | Community and Official     |
| 2004  | 10.1        | Community                  |
| 2004  | 10.1        | Official                   |
| 2005  | 10.2        | Limited Edition 2005       |
| 2005  | 2006.0      | Mandriva Linux 2006        |
| 2006  | 2007.0      | Mandriva Linux 2007        |
| 2007  | 2007.1      | Mandriva Linux 2007 Spring |
| 2007  | 2008        | Mandriva Linux 2008        |
| 2008  | 2008.1      | Mandriva Linux 2008 Spring |
| 2008  | 2009.0      | Mandriva Linux 2009        |

## وصلات خارجية
- الموقع الرسمي